# Radio 10 Gold (DAB+)
Radio 10 Gold (Volledig: Radio 10 Gold 60's en 70's hits) is een Nederlandse themazender van Radio 10 die uitsluitend te beluisteren is via DAB+. Het vervangt de Bulgaarse zender BG Radio, dat eerst uitzond op de restcapaciteit van Radio 10.

## De zender
Op het station wordt uitsluitend muziek gedraaid uit de jaren 60 en 70. Er is een non-stop muziekmix, met alleen op het hele uur een korte nieuwsonderbreking. De zender maakt gebruik van de jingles van het oude Radio 10 Gold. Het station is met name bedoeld om luisteraars, die van de wat oudere muziek houden, te bedienen via de digitale etherradio (nichemarkt).